# Barajul Tabqa
Barajul Tabqa (în arabă سد الطبقة, translit. Sadd al-Ṭabqa; în kurdă Bendava Tebqa; în siriacă ܣܟܪܐ ܕܛܒܩܗ, translit. Sekro d'Tabqa) sau Barajul al-Thawra, așa cum mai este numit (în arabă سد الثورة, Sadd al-thawra, tradus în română „Barajul Revoluției”), mai cunoscut ca Barajul Eufratului (în arabă سد الفرات, Sadd al-Furāt; în kurdă Bendava Firatê; în siriacă ܣܟܪܐ ܕܦܪܬ, Sekro d'Frot), este un baraj de anrocamente de pe râul Eufrat, localizat la circa 40 km în amonte de orașul Raqqa, în Guvernoratul Raqqa din Siria. Orașul Al-Thawrah este situat imediat la sud de baraj.
Barajul Tabqa are o înălțime de 60 m și o lungime de 4,5 km, fiind cel mai mare din Siria. Construcția sa a dus la crearea Lacului Assad, cel mai mare lac de acumulare din Siria. Barajul a fost construit între anii 1968 și 1973 cu ajutor din partea Uniunii Sovietice. În același timp, un efort internațional a fost organizat pentru a excava și documenta cât mai multe vestigii arheologice posibil din zona viitorului lac, înainte ca aceasta să fie inundată. 
În 1974, când debitul Eufratului a fost redus pentru a umple lacul de acumulare din amonte de baraj, între Siria și Irak, vecinul din aval, a izbucnit o dispută care a fost aplanată doar prin intervenția   Arabiei Saudite și Uniunii Sovietice. Barajul a fost inițial construit pentru a furniza hidroelectricitate și pentru a  iriga terenurile de pe ambele maluri ale Eufratului, dar nu și-a atins potențialul în niciunul din aceste obiective.